# Tentativa de golpe de Estado na Somália em 1978
A tentativa de golpe de Estado na Somália em 1978 foi uma violenta tentativa de golpe militar ocorrida na Somália (então República Democrática da Somália) em 9 de abril de 1978  contra o regime do presidente Siad Barre. A Agência Central de Inteligência dos Estados Unidos estimou que o golpe, liderado pelo coronel Mohamed Osman Irro, envolveu cerca de 24 oficiais, 2.000 soldados e 65 tanques. Após o golpe fracassado, 17 supostos líderes, incluindo Osman, foram sumariamente executados por um pelotão de fuzilamento.

## Antecedentes
A tentativa de golpe foi encenada por um grupo de oficiais do Exército descontentes, liderados pelo coronel Mohamed Osman Irro, na sequência da desastrosa Guerra de Ogaden contra a Etiópia (então governada pelo Derg liderado por Mengistu Haile Mariam). A guerra foi iniciada por Siad Barre, que assumiu o poder uma década antes, no golpe de Estado de 1969. 
Um memorando da Agência Central de Inteligência dos Estados Unidos (CIA) escrito no mês seguinte especulou que o golpe ocorreu em resposta à ordem de Barre para a prisão e execução de oficiais que participaram da Guerra de Ogaden. Os oficiais acreditavam que Barre tinha intencionalmente usado tropas de outros clãs como "bucha de canhão", enquanto oficiais de seu próprio clã Marehan recebiam ordens mais seguras. O relatório concluiu que os oficiais envolvidos no golpe "foram motivados pelo menos tanto por animosidades étnicas de longa data em relação a Barre quanto pelo desencanto com seu regime após o fiasco de Ogaden". 

## Golpe

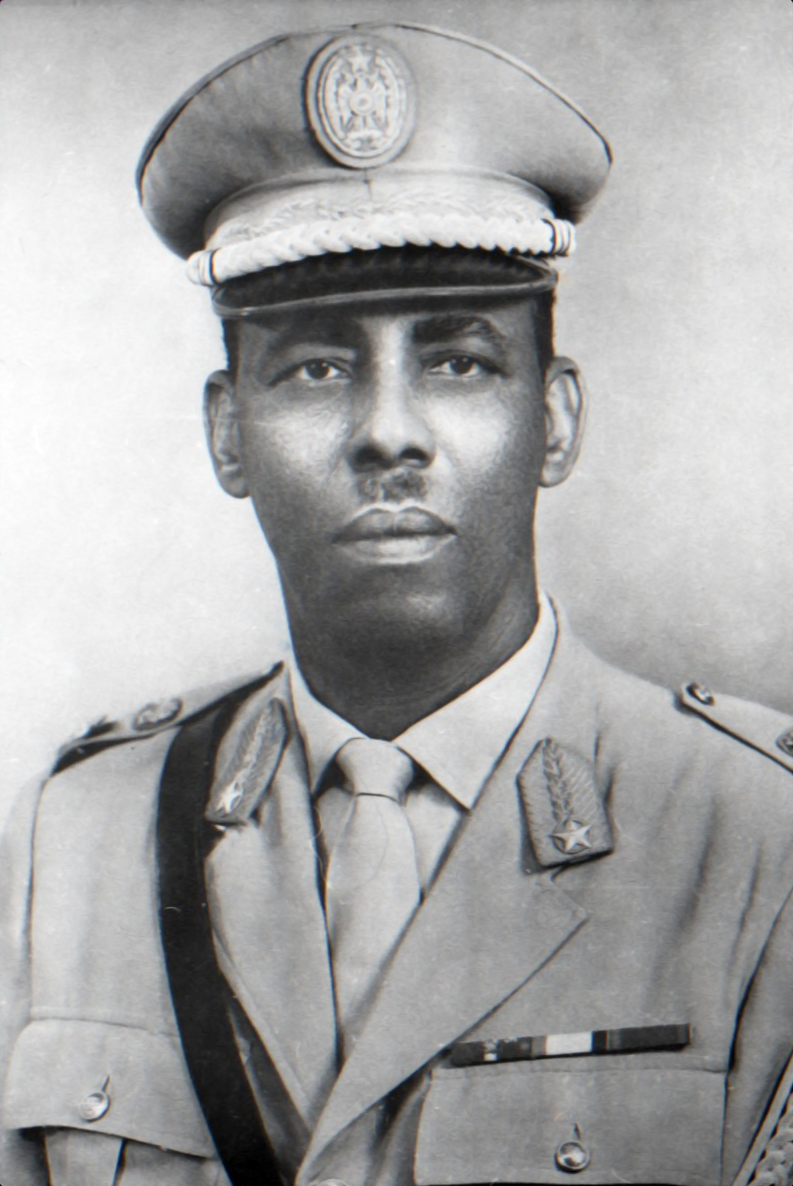
Siad Barre por volta de 1970

O golpe foi lançado em 9 de abril de 1978.  A maior parte do combate terminou no mesmo dia. 
Um tiroteio eclodiu no vilarejo de Afgoy, ao sul da capital Mogadíscio, e disparos de armas de fogo pequenas e explosões foram ouvidas nos arredores da capital.  O golpe foi originalmente planejado para começar em Hargeisa, porém Barre provavelmente teve conhecimento do complô com antecedência e foi capaz de interromper o golpe antes de ser lançado, bem como posicionar forças leais a si na capital. 
A CIA estimou que o golpe envolveu cerca de 24 oficiais, 2.000 soldados e 65 tanques. 

## Resultado
Após o golpe fracassado, 17 supostos líderes, incluindo Osman, foram sumariamente executados por um pelotão de fuzilamento.  Todos, menos um dos executados, eram membros do clã Majeerteen, que reside principalmente no nordeste da Somália. Barre usou o golpe como justificativa para expurgar os membros dos clãs envolvidos no golpe do governo e de posições militares. 
Um dos conspiradores, o tenente-coronel Abdullahi Yusuf Ahmed, fugiu para a Etiópia  e fundou uma organização anti-Siad Barre inicialmente chamada de Frente de Salvação Somali (FSS; posteriormente, Frente Democrática da Salvação Somali, FDSS),  iniciando a Rebelião Somali (1986–1992) e, posteriormente, levando a eclosão da Guerra Civil Somali.

## Alegação de envolvimento do Bloco Oriental
Barre atribuiu a tentativa de golpe ao Bloco Oriental, nomeadamente União Soviética e Cuba, países que apoiaram a Etiópia na Guerra de Ogaden, chamando-os de "novos imperialistas".  A CIA determinou que a União Soviética não estava por trás da tentativa de golpe, mas estava tentando remover Barre.  Imediatamente após o golpe, a Somália começou a receber ajuda estrangeira da República Popular da China. 